# Crowsnest Pass
Der Crowsnest Pass (deutsch „Krähennest-Pass“) ist der südlichste Gebirgspass in den kanadischen Rocky Mountains an der Grenze zwischen den Provinzen British Columbia und Alberta, unweit der Grenze zu den USA. Der 1356 m hohe Pass ist nach dem Crowsnest Mountain benannt, der seinen Namen von den in der Umgebung lebenden Cree-Indianern erhielt. 1898 wurde eine Zweigstrecke der Canadian Pacific Railway über den Pass gebaut, um die reichen Kohlevorkommen zu erschließen. Heute führen zusätzlich zur Bahnstrecke auch der Crowsnest Highway (der British Columbia Highway 3 bzw. der Alberta Highway 3)  und eine Ölpipeline über den Pass.
Der Pass liegt auf der Kontinentalen Wasserscheide.

## Geschichte
Der Pass war den hier ansässigen First Nations schon lange bekannt und wurde von ihnen genutzt. Weißen Siedlern und Entdeckern war er lange unbekannt. Vor 1860 war er auf keiner Karte verzeichnet. Als erster weißer Nutzer gilt Thomas Blakiston, welcher ursprünglich John Pallisers British North American Exploring Expedition angehörte. In seinem Reisetagebuch dokumentierte er den Pass am 15. Dezember 1858 als Crownest Pass (ohne s).